# Diegueño du Nord
Le diegueño du Nord (ou ʼiipay aa, d'après l'autononyme qui signifie la langue du peuple) est une langue yumane de la branche des langues Delta-Californie parlée aux États-Unis, dans le Sud de la Californie dans les comtés de San Diego et de l'Imperial Valley.

## Variétés
La langue, qui est une branche du diegueño, est divisée en un grand nombre de dialectes correspondant à chacune des communautés. Les mieux étudiés sont le diegueño de Mesa Grande et celui de Jamul.